# 克里斯·科威爾
克里斯·科威爾（英語：Chris Colwill，1984年9月11日—）是美國一位跳水運動員。他參加過FINA跳水世界杯及世界游泳錦標賽賽事。
2008年北京奧運會，獲得男子雙人跳板—第四名
2012年倫敦奧運會，獲得男子單人跳板—準決賽第十八名

## 外部連結
- Chris Colwill （页面存档备份，存于）在美國跳水隊網站
- 2008年北京奧運會網站上的介紹